# Ayya Khema

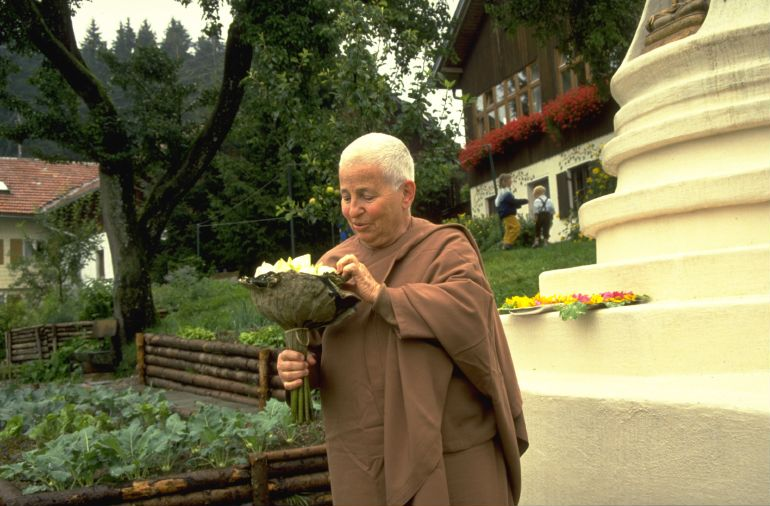
Ayya Khema, 1993

Ayya Khema (geboren als Ilse Ledermann, Berlijn, 1923 - Uttenbühl (Allgäu), 2 november 1997) was een boeddhistisch leraar en een non. Ze hield zich met name bezig met het verbeteren van de positie van nonnen. Zij is tevens schrijfster van vele boeken over het boeddhisme.

## Biografie
Ayya Khema werd in Duitsland geboren als dochter van Joodse ouders. In 1938 ontvluchtte ze Duitsland met 200 kinderen en ging eerst naar Glasgow (Schotland). Haar ouders vluchtten naar China en in 1940 vertrok zij ook naar Shanghai. Tijdens de Tweede Wereldoorlog kwamen zij en haar familie in een Japans interneringskamp terecht waar haar vader overleed. Later trouwde ze en kreeg een zoon en een dochter.
Na de bevrijding door de Amerikanen emigreerde Ayya Khema naar de Verenigde Staten en tussen 1960 en 1964 reisde ze veel met haar man door Azië. In het bijzonder de landen rond de Himalaya, waar ze meditatie leerde. De volgende tien jaar gaf ze cursussen in Europa en Australië en werd uiteindelijk in 1979 in Sri Lanka een boeddhistische non.
In 1978 stichtte zij de Wat Buddha-Dhamma, een bosklooster in de Theravada-traditie bij Sydney, Australië. Tevens stichtte ze het "Internationale Boeddhistische Vrouwen Centrum" voor Sri Lankaanse nonnen. In 1989 stichtte ze het "Buddha-Haus" in Duitsland. In juni 1997 stichtte ze "Metta Vihara", het eerste bosklooster in Duitsland.
In 1987 hield ze zich bezig met de eerste internationale conferentie van nonnen, wat uitgroeide tot Sakyadhita. De veertiende dalai lama was een van de sprekers tijdens de conferentie. In mei 1987 was ze de eerste boeddhistische non die een toespraak hield voor de Verenigde Naties in New York over boeddhisme en de vrede in de wereld. 
Ayya Khema heeft vijfentwintig boeken over meditatie en de leer van Boeddha geschreven.